# RCS (aviação)

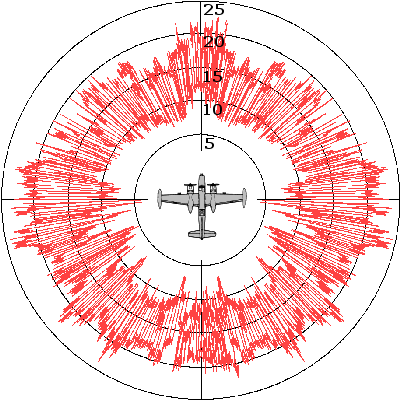
Diagrama típico do RCS de um A-26 Invader

Radar cross section (RCS) é a medida de quão detectável um objeto é com um radar. Um grande RCS indica que um objeto é mais facilmente detectável.
Um objeto reflete uma quantidade limitada de energia de radar. Vários fatores diferentes definem o quanto a energia eletromagnética retorna à fonte, tais como:
- o material com que o objeto é produzido;
- o tamanho absoluto do objeto;
- o tamanho relativo do objeto (em relação ao comprimento de onda) da iluminação do radar);
- o ângulo incidente (ângulo em que o feixe de radar atinge uma parte específica do objeto, que depende da forma-alvo e sua orientação para a fonte de radar);
- ângulo reflectivo (ângulo em que o feixe refletido deixa parte do alvo atingido, que depende do ângulo de incidência);
- força do emissor de radar;
- distância entre emissor-alvo-receptor.

Embora seja importante na detecção de alvos, a força e distância do emissor não são fatores que afetam o cálculo de um RCS, porque ele é (aproximadamente) apenas uma propriedade do alvo.
O RCS é usado para detectar objetos voadores em uma grande variação de faixas. Por exemplo, um avião furtivo (que é desenhado para ter baixa visibilidade) terá características de design que lhe dão um RCS baixo (tais como a pintura absorvente, superfícies lisas, superfícies anguladas especificamente para refletir sinal em algum lugar diferente para a fonte), ao contrário de um avião de passageiros que terá um alto RCS (metal liso, superfícies arredondadas efetivamente garantida para refletir algum sinal de volta à fonte, muitas saliências, como os motores, antenas, etc). O RCS é fundamental para o desenvolvimento da tecnologia de invisibilidade ao radar, especialmente em aplicações envolvendo aeronaves e mísseis balísticos. Os dados de RCS para aeronaves militares atuais são, em sua maioria, altamente classificados.

## Definição
Informalmente, o RCS de um objeto é a área transversal de uma esfera perfeitamente refletida que iria produzir a mesma força de reflexão que seria o objeto em questão. (Tamanhos maiores desta esfera imaginária iria produzir reflexões mais fortes.) Assim, o RCS é uma abstração, pois a área transversal de radar de um objeto não tem necessariamente uma relação direta com a área transversal física do objeto, mas depende de outros fatores.
Um pouco menos informalmente, o RCS de um alvo de radar é uma área efetiva que intercepta a energia transmitida do radar e, em seguida, dispersa essa energia isotropicamente de volta ao receptor de radar.
Mais precisamente, o RCS de um alvo de radar é a área hipotética necessária para interceptar a densidade de energia transmitida para o alvo de tal forma que se a energia total interceptada for novamente irradiada isotropicamente, a densidade de energia efetivamente observada no receptor é produzida. Esta é uma declaração complexa que pode ser compreendida através da análise da equação de radar monostático (transmissor de radar e receptor co-localizado) um termo de cada vez:
{\displaystyle P_{r}={{P_{t}G_{t}} \over {4\pi r^{2}}}\sigma {{1} \over {4\pi r^{2}}}A_{eff}}
onde
- {\displaystyle P_{t}} = potência transmitida pelo radar (em watts)
- {\displaystyle G_{t}} = ganho da antena de transmissão de radar (adimensional)
- {\displaystyle r} = distância do radar para o alvo (em metros)
- {\displaystyle \sigma } = seção transversal de radar do alvo (metros quadrados)
- {\displaystyle A_{eff}} = área efetiva da antena receptora de radar (metros quadrados)
- {\displaystyle P_{r}} = energia recebida do alvo pelo radar (em watts).

O termo {\displaystyle {{P_{t}G_{t}} \over {4\pi r^{2}}}} na equação do radar representa a densidade de energia (watts/m2) que o transmissor de radar produz no alvo. Essa densidade de energia é interceptada pelo alvo com a seção transversal de radar {\displaystyle \sigma }, que tem unidade de medida (metros quadrados). Assim, o produto {\displaystyle {{P_{t}G_{t}} \over {4\pi r^{2}}}\sigma } tem as dimensões de energia (em watts), e representa uma energia total hipotética interceptada pelo alvo do radar.
O segundo {\displaystyle {{1} \over {4\pi r^{2}}}} termo representa a propagação isotrópica dessa energia interceptada do alvo de volta ao receptor de radar. Assim, o produto {\displaystyle {{P_{t}G_{t}} \over {4\pi r^{2}}}\sigma {{1} \over {4\pi r^{2}}}} representa a densidade de energia refletida no receptor de radar (novamente watts/m2). A antena do receptor, em seguida, recolhe essa densidade de energia, com área efetiva {\displaystyle A_{eff}}, produzindo a energia recebida pelo radar (watts), como dada pela equação de radar acima.
A dispersão da energia incidente do radar por um alvo de radar nunca é isotrópico (mesmo para um alvo esférico), e o RCS é uma área hipotética. À luz disso, o RCS pode ser visto simplesmente como um fator de correção que faz com que a equação do radar "dê certo" para a relação observada experimentalmente de {\displaystyle P_{r}/P_{t}}. No entanto, RCS é um conceito extremamente valioso porque ele é uma propriedade do alvo sozinho e pode ser medido ou calculado. Assim, RCS permite que o desempenho de um sistema de radar com um determinado alvo a ser analisado independente do radar e os parâmetros de engajamento. Em geral, RCS é uma forte função da orientação do radar e do alvo, ou, para os biestáticos (transmissor e receptor de radar não co-localizado), uma função de localização do transmissor-alvo e receptor-alvo. O RCS do alvo depende de seu tamanho, refletividade de sua superfície, e diretividade da reflexão de radar causado pela forma geométrica do alvo.

## Fatores que afetam o RCS

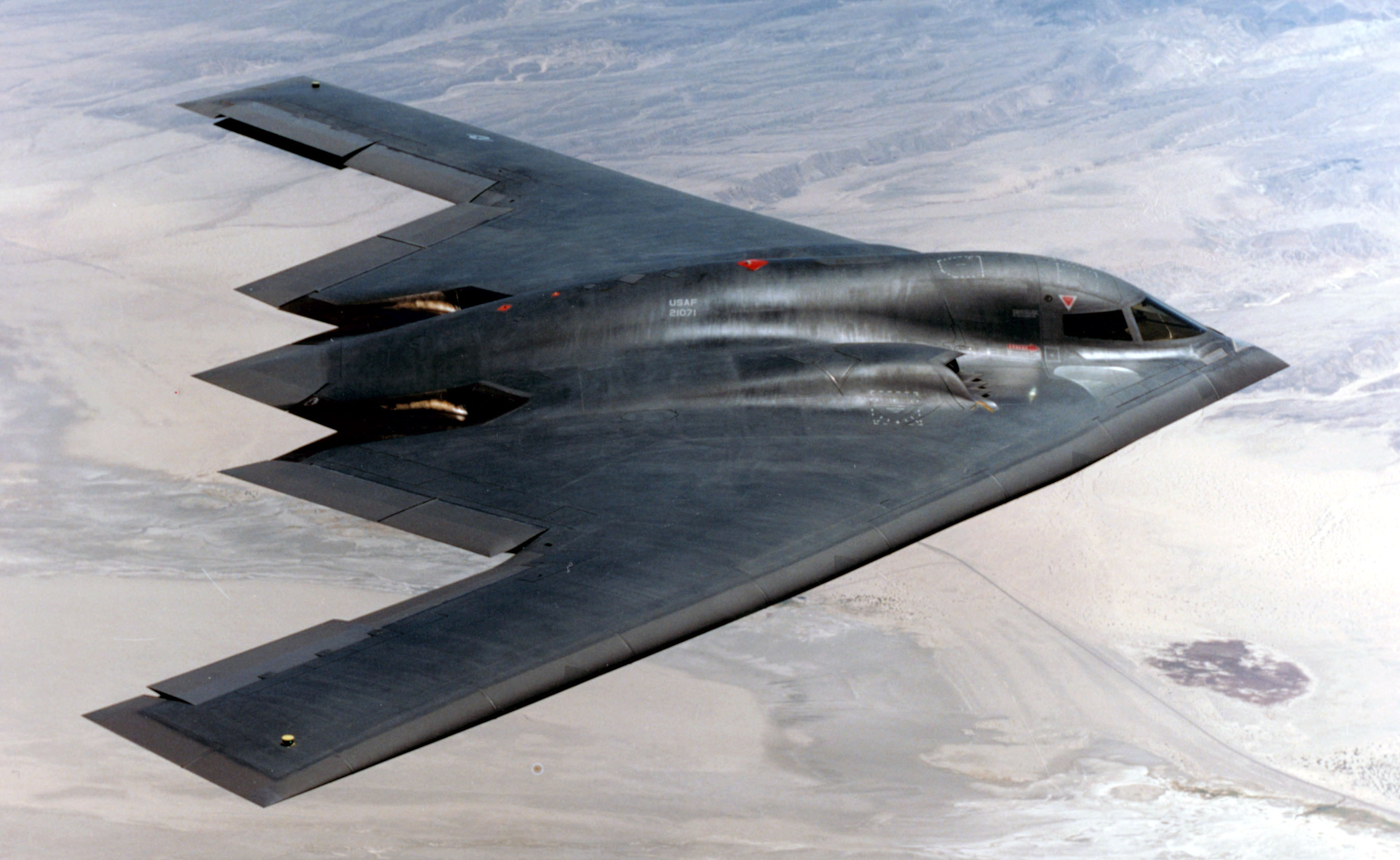
Um B-2 Spirit com tecnologia furtiva.

### Tamanho
Via de regra, quanto maior for um objeto, tanto maior será sua reflexão de raios de radar e, portanto, maior seu RCS. Por exemplo, um Radar S-band pode detectar pingos de chuva, mas não nuvens cujas gotas são muito pequenas.

### Material
Materiais tais como metais são fortemente reflexivos e tendem a produzir sinais fortes. Madeira e tecido (como partes de aviões e balões geralmente são feitos) ou de plástico e fibra de vidro são menos reflexivos ou mesmo transparentes ao radar tornando-os adequados para vôo furtivo. Mesmo uma camada muito fina de metal pode fazer um objeto tornar-se fortemente reflexivo. Chaff é muitas vezes feita de plástico metalizado ou de vidro (de forma semelhante a folhas metalizadas de produtos alimentícios), com camadas microscopicamente finas de metal. Além disso, alguns dispositivos são projetados para serem ativos, tais como antenas de radar e isso vai aumentar a RCS.

### Tintas absorventes de radar
O SR-71 Blackbird e outros aviões foram pintados com um "paint-ball" de ferro especial. Este consistia de pequenas bolas metálicas. A energia de radar é convertida em calor ao invés de ser refletida.

### Forma, diretividade e orientação
As superfícies das F-117A são concebidos para ser planas e bem inclinadas. Isso tem o efeito de fazer com que o radar incida em um grande ângulo (em relação ao raio normal), que então será refletido em um ângulo igualmente alto; é disperso para a frente. As bordas são afiadas para evitar superfícies arredondadas, que seriam normais em algum ponto para a fonte de radar. Qualquer raio incidente ao longo do normal refletirá de volta ao longo do normal; superfícies arredondadas geram um sinal refletido forte.
Visto de lado, uma aeronave de caça apresentará uma área muito maior do que a mesma aeronave vista de frente. Todas as outras variáveis sendo iguais, a aeronave terá um sinal mais forte quando vista de lado do que de frente; portanto, a orientação do alvo em relação à estação de radar é importante.

### Superfícies lisas
O relevo de uma superfície pode conter reentrâncias que atuam como refletores de canto, o que aumentaria o RCS em muitas orientações. Isso pode surgir de compartimentos de bombas abertos, entradas de motores, pilones de munição, juntas entre seções construídas, etc. Além disso, pode ser impraticável revestir essas superfícies com materiais absorventes de radar.